# Przedterminowe wybory prezydenta Olsztyna w 2009 roku
Przedterminowe wybory prezydenta Olsztyna w 2009 roku odbyły się w związku odwołaniem poprzedniego prezydenta miasta Czesława Małkowskiego w referendum gminnym w sprawie odwołania Prezydenta Miasta Olsztyn przed upływem kadencji, które odbyło się 16 listopada 2008. Pierwszą turę przeprowadzono 15 lutego, zaś drugą 1 marca.
Wybory odbyły się zgodnie z rozporządzeniem Prezesa Rady Ministrów z dnia 19 grudnia 2008 w sprawie przedterminowych wyborów prezydenta Miasta Olsztyna w województwie warmińsko-mazurskim, podanym do publicznej wiadomości w obwieszczeniu wojewody warmińsko-mazurskiego z dnia 22 grudnia 2008.
W wyborach zwyciężył Piotr Grzymowicz, kandydat KW PSL. W II turze głosowania uzyskał on ponad 60% głosów, pokonując Krzysztofa Krukowskiego, kandydata KW PO. Jest pierwszym prezydentem Olsztyna z PSL.

## Komitety wyborcze
Zgodnie z kalendarzem wyborczym do 29 grudnia 2008 zarejestrowano osiem komitetów wyborczych, które wzięły udział w wyborach:
- KWW Bogusława Rogalskiego,
- KW Platforma Obywatelska RP,
- KW Prawo i Sprawiedliwość,
- KWW „Olsztyn Tani i Bezpieczny”,
- KW Sojusz Lewicy Demokratycznej,
- KWW „Ponad Podziałami”,
- KW Polskie Stronnictwo Ludowe,
- KWW „Porozumienie Olsztyńskie”.

Siedem z nich przedstawiło swoich kandydatów w wyborach, KWW „Ponad Podziałami” poparł kandydata KW Polskiego Stronnictwa Ludowego.

## Kandydaci
Zgodnie z kalendarzem wyborczym do 23 stycznia 2009 zarejestrowano sześciu kandydatów, którzy wzięli udział w wyborach:
- Piotr Grzymowicz (KW Polskie Stronnictwo Ludowe)
- Bogusław Rogalski (KWW Bogusława Rogalskiego)
- Krzysztof Krukowski (KW Platforma Obywatelska RP)
- Jerzy Szmit (KW Prawo i Sprawiedliwość)
- Danuta Ciborowska (KWW „Porozumienie Olsztyńskie”)
- Krzysztof Kacprzycki (KW Sojusz Lewicy Demokratycznej)

Oficjalnym kandydatem KW „Olsztyn Tani i Bezpieczny” był Wojciech Grotecki, lecz nie zdążył on zebrać wymaganej do rejestracji liczby trzech tysięcy podpisów mieszkańców Olsztyna.

## Wyniki

### I tura
| Kandydat                                                                                     | Kandydat             | Komitet wyborczy               | Głosów | Głosów | Głosów |
| Kandydat                                                                                     | Kandydat             | Komitet wyborczy               | Liczba | %      | +/–    |
| -------------------------------------------------------------------------------------------- | -------------------- | ------------------------------ | ------ | ------ | ------ |
|                                                                                              | Piotr Grzymowicz     | Polskie Stronnictwo Ludowe     | 14 115 | 39,22  | –      |
|                                                                                              | Krzysztof Krukowski  | Platforma Obywatelska RP       | 10 196 | 28,33  | –      |
|                                                                                              | Jerzy Szmit          | Prawo i Sprawiedliwość         | 6 844  | 19,02  | –      |
|                                                                                              | Danuta Ciborowska    | KWW "Porozumienie Olsztyńskie" | 2 092  | 5,81   | –      |
|                                                                                              | Bogusław Rogalski    | KWW Bogusława Rogalskiego      | 1 430  | 3,97   | –      |
|                                                                                              | Krzysztof Kasprzycki | Sojusz Lewicy Demokratycznej   | 1 312  | 3,65   | –      |
| Frekwencja: 26,94% Liczba głosów ważnych: 35 989 (99,04%) Źródło: Państwowa Komisja Wyborcza |                      |                                |        |        |        |

Frekwencja wyborcza wyniosła 26,94%.

### II tura
Do drugiej tury głosowania przeszedł kandydat PSL – Piotr Grzymowicz oraz PO – Krzysztof Krukowski. W trakcie kampanii poparcia dla kandydata ludowców udzieliło PiS oraz SLD, a także KWW Porozumienie Olsztyńskie.
| Kandydat                                                                                     | Kandydat            | Komitet wyborczy           | Głosów | Głosów | Głosów |
| Kandydat                                                                                     | Kandydat            | Komitet wyborczy           | Liczba | %      | +/–    |
| -------------------------------------------------------------------------------------------- | ------------------- | -------------------------- | ------ | ------ | ------ |
|                                                                                              | Piotr Grzymowicz    | Polskie Stronnictwo Ludowe | 20 740 | 60,16  | –      |
|                                                                                              | Krzysztof Krukowski | Platforma Obywatelska RP   | 13 734 | 39,84  | –      |
| Frekwencja: 25,85% Liczba głosów ważnych: 34 474 (98,80%) Źródło: Państwowa Komisja Wyborcza |                     |                            |        |        |        |

Frekwencja wyniosła ok. 25,5%.